# Heteropoda debilis
Heteropoda debilis är en spindelart som först beskrevs av Ludwig Carl Christian Koch 1875.  Heteropoda debilis ingår i släktet Heteropoda och familjen jättekrabbspindlar.
Artens utbredningsområde är Samoa. Inga underarter finns listade i Catalogue of Life.